# 本日のスープ
「本日のスープ」（ほんじつのスープ）は、大泉洋 with STARDUST REVUEのコラボレーションシングル。2004年1月28日に北海道盤、3月31日に全国盤が発売された。

## 概要
2003年にAIR-G'のラジオ番組『R』で、当時『R』のDJであった大泉洋とともに北海道をテーマとした楽曲を制作するという企画を実施。番組のリスナーに募集した歌詞を元に大泉が作詞、STARDUST REVUEのメンバーである根本要が作曲した。「時計台」のように札幌の街並みが歌われている。
2004年1月28日に北海道限定で「北海道盤」が全道の玉光堂の店頭とインターネットショッピングで発売。その後、『ミュージックステーション』（テレビ朝日系）に出演した時のアレンジに変更された「全国盤」が全国で発売。
本曲を基にした「本日のスープカレーのスープ」（大泉プロデュースのレトルト食品、ベル食品）、「本日のスープカレー」（大泉著のフォト&エッセイ、HAJ出版）、「100%スープカレー」（大泉出演のDVD、HAJ映像）等の商品が発売されている。
また全国を路上ライブで廻り山頂ライブなどで活動しているシンガーソングハイカーの加賀谷はつみの曲「君がいる」を大泉が気に入ってライブで歌った縁から「本日のスープ」を8年振りに甦らせ、加賀谷がこの曲でメジャー・デビューを果たしている。

## 収録曲
- 全作詞：大泉洋　作曲：根本要　編曲：添田啓二

### 北海道盤
1. 本日のスープ[注 1]
  - 全国盤との違いは大泉がメインヴォーカルを務め根本はコーラスに徹している。前奏にコーラスが無く曲の最後のコーラスがフェイドアウトする。
2. 本日のスープ (STARDUST REVUE version)[注 2]
3. 本日のスープ (Instrumental)

### 全国盤
1. 本日のスープ
2. 本日のスープ (Live Version)
3. 本日のスープ (Instrumental)

## 参加ミュージシャン
- 大泉洋

- STARDUST REVUE
  - Vocal & Guitar：根本要
  - Bass & Chorus：柿沼清史
  - Drams & Chorus：寺田正美
  - Percussion & Chorus：林紀勝

- Additional Member
  - Keyboard & Chorus：添田啓二
  - Acoustic Guitar & Chorus：岡崎昌幸

## テレビ出演
- 『ミュージックステーション』（テレビ朝日、2004年2月13日）
  - この時の出演映像は大泉がレギュラー出演する『ハナタレナックス』（北海道テレビ放送）でも2004年2月20日の「大泉洋 はじめてのお歌スペシャル」で放送され、同番組のDVD『ハナタレナックス 第2滴 ‐2004傑作選‐』（2011年発売）に収録されている。
- 『うたばん』（TBS、2004年5月6日）
- 『あん!』（生出演（大泉はVTR出演）、プロモーションビデオ、MBS、2005年）
  - このとき、大泉はVTRで「ぜひ来年あたりにまた曲をつくりましょう」と発言したが、未だ実現していない。
- 『新・堂本兄弟』（フジテレビ、2009年2月15日）
  - 大泉のみ出演。